# Ninoxe boréale
Ninox japonica
Espèce
Synonymes
- Strix hirsuta japonica
Temminck & Schlegel, 1845 (protonyme)
- Ninox scutulata japonica
(Temminck & Schlegel, 1845)

Statut de conservation UICN

 LC  : Préoccupation mineure
Statut CITES
La Ninoxe boréale (Ninox japonica) est une espèce d'oiseaux de la famille des Strigidae, longtemps considérée comme une sous-espèce de la Ninoxe hirsute (N. scutulata) mais séparée en 2002, en comprenant les sous-espèces florensis et totogo.

## Répartition
Cette espèce vit en Russie, en Corée du Nord, en Corée du Sud, dans le Nord et le centre de la Chine et au Japon.

## Sous-espèces
D'après la classification de référence (version 14.1, 2024) de l'Union internationale des ornithologues, la Ninoxe boréale possède 3 sous-espèces (ordre philogénique) :
- Ninox japonica florensis (Wallace, 1864) ;
- Ninox japonica japonica (Temminck & Schlegel, 1845) ;
- Ninox japonica totogo Momiyama, 1931.